# Nissan Jonga
O Jonga foi um veículo utilizado principalmente pelo Exército Indiano.